# Moskowszczyzna (Litwa)
Moskowszczyzna (lit. Maskviškės) − wieś na Litwie, w rejonie wileńskim, 6 km na północny zachód od Duksztów, zamieszkana przez 3 ludzi. 
Przed II wojną światową w Polsce, w powiecie wileńsko-trockim województwa wileńskiego.